# Platygobiopsis
Platygobiopsis is een geslacht van straalvinnige vissen uit de familie van grondels (Gobiidae).

## Soorten
- Platygobiopsis akihito Springer & Randall, 1992
- Platygobiopsis dispar Prokofiev, 2008
- Platygobiopsis tansei Okiyama, 2008